# Jeff Brazier
Jeffrey Carl Smith, detto Jeffrey Carl Brazier (Bracknell, 27 maggio 1979), è un conduttore televisivo inglese.
È diventato famoso dopo essere apparso nella terza stagione di Shipwrecked (2001), prima di passare a presentare programmi televisivi tra cui Finders Keepers (2006), I'm a Celebrity... Tiratemi fuori di qui! ORA! (2006) e OK! TV (2011), oltre a lavorare come presentatore dello spettacolo su This Morning. È apparso anche come concorrente in vari programma televisivi, tra cui I'm Famous e Frightened! (2004), The Farm (2004), Dancing on Ice (2011), Celebrity SAS: Chi osa vince (2019) e Celebrity MasterChef (2020).

## Primi anni di vita e istruzione
Brazier è nato Jeffrey Carl Smith il 27 maggio 1979 a Bracknell, Berkshire. Sua madre Janette Smith aveva sedici anni al momento della sua nascita e Brazier fu temporaneamente affidato a una casa famiglia dopo che non fu più in grado di far fronte alla situazione. Nel 1985 sposò il suo patrigno Robert Brazier, di cui adottò il cognome. Insieme, hanno avuto il fratello minore di Brazier, Spencer, che è affetto paralisi cerebrale. Dopo la separazione, Brazier e suo fratello vissero in un rifugio per donne a Great Yarmouth. Il padre biologico di Brazier, Stephen Faldo, che inizialmente negò la paternità, era lo skipper della nave, che affondò sul Tamigi nel 1989 uccidendo lui e altre 50 persone. Brazier è cresciuto a Tiptree, vicino a Colchester nell'Essex e ha frequentato la Thurstable School.

## Carriera
Nel 2001, Brazier prese parte al reality show di Channel 4 Shipwrecked, in cui lui e altre quindici persone dovettero soggiornare su un'isola tropicale senza alcun comfort. Poi Brazier ha preso parte al programma ITV Simply the Best, oltre a presentare i programmi televisivi Dirty Laundry e Big Brother Panto con June Sarpong.
Nel 2003, Brazier è apparso in Celebrity Wife Swap con l'allora fidanzata Jade Goody, al fianco di Charles Ingram. Nel 2004, Brazier è apparso come concorrente nel programma di Living TV I'm Famous and Frightened!, e a settembre 2004 ha vinto il reality show di Channel 5 The Farm.
Brazier ha ospitato l'X Factor Live Tour in tutto il Regno Unito e in Irlanda dal 2005 al 2010.
Nel 2006, Brazier presentò la ripresa del programma CITV Finders Keepers. Brazier era uno dei relatori del talk show Loose @5.30! della ITV, oggi non più attivo, uno spin-off di Loose Women ed è apparso anche in The Match e Celebrity Soccer Six su Sky1, dove ha giocato per l'Inghilterra, oltre ad essere apparso in Call Me a Cabbie con Carol Thatcher e Janet Street Porter. Brazier è stato anche un presentatore dello "showbiz" di This Morning.
Nel novembre 2006, Brazier si è unito al team di presentazione del programma I'm a Celebrity... di ITV2. Tiratemi fuori di qui! ORA! con Kelly Osbourne in Australia e Mark Durden-Smith che presenta ai London Studios. nel 2006, Brazier è stato un reporter ospite alla finale di X Factor in diretta da Ray Quinn, Liverpool.
Nel 2010, Brazier è stato capitano di una squadra ospite di celebrità nel programma What Do Kids Know? con Rufus Hound, Joe Swash e Sara Cox su Watch, e il 17 dicembre 2010, Brazier ha presentato un documentario, My Brother and Me, che è stato trasmesso su BBC Three. È apparso anche in uno speciale sulle celebrità di Total Wipeout e in un episodio di Mongrels.
Dal 9 gennaio al 13 marzo 2011, Brazier ha partecipato allo spettacolo di pattinaggio su ghiaccio Dancing on Ice, con la pattinatrice canadese professionista Isabelle Gauthier. È stato tra gli ultimi due 3 volte: nella seconda settimana contro il giocatore di cricket Dominic Cork, e nella quinta settimana contro Kerry Katona. Nella decima settimana, Brazier e Gauthier sono stati eliminati dopo che i giudici hanno votato per salvare Sam Attwater e la sua compagna di pattinaggio Brianne Delcourt. Da agosto a dicembre 2011, Brazier ha co-presentato OK! TV su Canale 5 con Jenny Frost.
Brazier è un presentatore ospite per lo show di lifestyle di ITV Sunday Scoop e ha anche apparizioni regolari nella serie diurna This Morning. Brazier è un ambasciatore della People's Postcode Lottery. Brazier scrive anche una rubrica sul Daily Mirror.
Nel 2019, Brazier è apparso nel programma di addestramento quasi militare di Channel 4 Celebrity SAS: Who Dares Wins. Nel 2020, Brazier è stato un concorrente della quindicesima stagione di Celebrity MasterChef.

## Film e serie TV
| Anno         | Titolo                                     | Ruolo                           | Note   |
| ------------ | ------------------------------------------ | ------------------------------- | ------ |
| 2001         | Shipwrecked                                | Concorrente; serie 3            | [ 28 ] |
| 2004         | I'm Famous and Frightened!                 | Concorrente; serie 2            | [ 29 ] |
| 2004         | The Farm                                   | Concorrente; serie 1, vincitore | [ 30 ] |
| 2006–present | This Morning                               | Presentatore                    | [ 31 ] |
| 2006         | I'm a Celebrity...Get Me Out of Here! NOW! | Presentatore                    | [ 30 ] |
| 2011         | Dancing on Ice                             | Concorrente; serie 6            | [ 32 ] |
| 2011         | OK! TV                                     | Presentatore                    | [ 32 ] |
| 2019         | Celebrity SAS: Who Dares Wins              | Concorrente; serie 1            | [ 33 ] |
| 2020         | Celebrity MasterChef                       | Concorrente; serie 15           | [ 34 ] |